# Chileranthemum trifidum
Chileranthemum trifidum är en akantusväxtart som beskrevs av Oerst.. Chileranthemum trifidum ingår i släktet Chileranthemum och familjen akantusväxter. Inga underarter finns listade i Catalogue of Life.